# (8678) Bäl
(8678) Bäl – planetoida z grupy pasa głównego asteroid okrążająca Słońce w ciągu 5 lat i 230 dni w średniej odległości 3,16 au. Została odkryta 1 marca 1992 roku w Europejskim Obserwatorium Południowym w programie UESAC. Nazwa planetoidy pochodzi od Bäl, małej krainy na Gotlandii. Przed nadaniem nazwy planetoida nosiła oznaczenie tymczasowe (8678) 1992 ER6.